# قلعه تپه پرکو
قلعه تپه پرکو مربوط به سده‌های اولیه دوران‌های تاریخی پس از اسلام است و در شهرستان کوثر، بخش مرکزی، دهستان سنجبد غربی، روستای پرکو واقع شده و این اثر در تاریخ ۳۰ بهمن ۱۳۸۶ با شمارهٔ ثبت ۲۱۰۵۹ به‌عنوان یکی از آثار ملی ایران به ثبت رسیده است.